# گمینا لیپسک
گمینا لیپسک (به لهستانی:  Gmina Lipsk) یک گمینا در لهستان است که در شهرستان اوگوستوف واقع شده‌است. گمینا لیپسک ۱۸۴٫۴۲ کیلومتر مربع مساحت و ۵٬۶۶۰ نفر جمعیت دارد.